# Kajovština

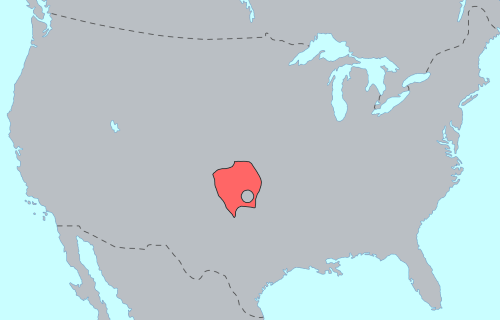
rozšíření kajovštiny okolo roku 1850

Kajovština (anglicky Kiowa, kajovsky Cáuijo:gà) je jedním z domorodých jazyků USA. Je zařazována do skupiny kajova-tovských jazyků kajova-tanoské jazykové rodiny. V roce 1990 hovořilo tímto jazykem 1 092 osob sídlících v rezervaci Kajovů, Komančů a Kajova-Apačů v jihozápadní Oklahomě.

## Ortografie
Kajovština nemá zavedenou jednotnou ortografii. Všechny způsoby jejího zápisu, jejichž autory jsou např. kajovský lingvista Parker McKenzie, Olli Salmi, Laurel Watkins a John P. Harrington, jsou založeny na latince. 
Podtržení značí nazální samohlásku.

## Příklady
V závorce je vždy uvedeno jméno autora přepisu dané fráze nebo slova.
| Kajovsky                            | Česky            |
| Hàu: yán Cáuijòhàigàdàu? (McKenzie) | Mluvíš kajovsky? |
| Háchò èm káu? (McKenzie)            | Jak se jmenuješ? |
| àhô (McKenzie)                      | děkuji           |
| thalíí (Salmi)                      | chlapec          |
| kûy (Salmi)                         | vlk              |
| páy (Salmi)                         | slunce           |
| tóów (Salmi)                        | dům              |
| kíí (Salmi)                         | maso             |
| k'óo (Salmi)                        | nůž              |
| syân (Salmi)                        | malý             |